# Franziska Schöni-Affolter
Franziska Schöni-Affolter (* 27. August 1959 in Olten) ist eine Schweizer Politikerin (glp). Sie ist seit dem 1. Juni 2010 Mitglied des Grossen Rats des Kantons Bern, wo sie Fraktionspräsidentin der glp sowie Mitglied in der Finanzkommission ist.
Sie ist Ärztin und Epidemiologin, wohnt in Bremgarten bei Bern und hat vier erwachsene Kinder. Ihr Vater, Max Affolter, war von 1979 bis zu seinem Tod 1991 Solothurner Ständerat.